# Flynn Robinson
Flynn James Robinson (Elgin, 28 aprile 1941 – Los Angeles, 23 maggio 2013) è stato un cestista statunitense, professionista nella NBA e nella ABA.

## Carriera
Venne selezionato dai Cincinnati Royals al secondo giro del Draft NBA 1965 (15ª scelta assoluta).

## Statistiche
| † | Denota una stagione in cui ha vinto il titolo NBA |
| * | Primo nella lega                                  |

### NBA-ABA

#### Regular Season
| Anno       | Squadra                 | PG  | PT | MP   | TC%  | 3P%  | TL%   | RP  | AP  | PRP | SP  | PP   |
| ---------- | ----------------------- | --- | -- | ---- | ---- | ---- | ----- | --- | --- | --- | --- | ---- |
| 1966-1967  | Cincinnati Royals       | 76  | -  | 15,0 | 45,7 | -    | 77,9  | 1,8 | 1,4 | -   | -   | 8,8  |
| 1967-1968  | Cincinnati Royals       | 2   | -  | 8,0  | 30,0 | -    | 42,9  | 2,0 | 2,5 | -   | -   | 4,5  |
| 1967-1968  | Chicago Bulls           | 73  | -  | 27,8 | 44,1 | -    | 82,8  | 3,7 | 2,9 | -   | -   | 16,0 |
| 1968-1969  | Chicago Bulls           | 18  | -  | 30,6 | 42,3 | -    | 83,3  | 3,8 | 3,2 | -   | -   | 19,1 |
| 1968-1969  | Milwaukee Bucks         | 65  | -  | 31,8 | 43,6 | -    | 84,1  | 3,6 | 4,9 | -   | -   | 20,3 |
| 1969-1970  | Milwaukee Bucks         | 81  | -  | 34,1 | 47,7 | -    | 89,8* | 3,2 | 5,5 | -   | -   | 21,8 |
| 1970-1971  | Cincinnati Royals       | 71  | -  | 19,3 | 45,8 | -    | 85,5  | 2,0 | 1,9 | -   | -   | 13,3 |
| 1971-1972† | L.A. Lakers             | 64  | -  | 15,7 | 49,0 | -    | 86,0  | 1,8 | 2,2 | -   | -   | 9,9  |
| 1972-1973  | L.A. Lakers             | 6   | -  | 7,8  | 50,0 | -    | 75,0  | 1,2 | 1,3 | -   | -   | 5,7  |
| 1972-1973  | Baltimore Bullets (NBA) | 38  | -  | 15,3 | 45,8 | -    | 83,9  | 1,4 | 2,0 | -   | -   | 6,9  |
| 1973-1974  | San Diego Conq. (ABA)   | 49  | -  | 15,9 | 45,7 | 26,7 | 76,5  | 1,6 | 2,3 | 0,5 | 0,0 | 8,8  |
| Carriera   | Carriera                | 543 | -  | 22,7 | 45,6 | 26,7 | 84,6  | 2,5 | 3,0 | 0,5 | 0,0 | 14,0 |

#### Playoffs
| Anno     | Squadra           | PG | PT | MP   | TC%  | 3P% | TL%  | RP  | AP  | PRP | SP | PP   |
| -------- | ----------------- | -- | -- | ---- | ---- | --- | ---- | --- | --- | --- | -- | ---- |
| 1967     | Cincinnati Royals | 4  | -  | 18,0 | 51,1 | -   | 50,0 | 1,8 | 2,0 | -   | -  | 12,5 |
| 1968     | Chicago Bulls     | 5  | -  | 36,0 | 42,9 | -   | 70,8 | 2,0 | 2,6 | -   | -  | 20,2 |
| 1970     | Milwaukee Bucks   | 10 | -  | 30,0 | 32,6 | -   | 88,0 | 2,3 | 5,0 | -   | -  | 12,8 |
| 1972†    | L.A. Lakers       | 7  | -  | 10,3 | 46,3 | -   | 70,0 | 1,9 | 0,7 | -   | -  | 6,4  |
| 1973     | Baltimore Bullets | 1  | -  | 2,0  | 66,7 | -   | -    | 1,0 | 0,0 | -   | -  | 4,0  |
| Carriera | Carriera          | 27 | -  | 23,2 | 40,6 | -   | 79,5 | 2,0 | 2,8 | -   | -  | 12,1 |

## Palmarès
- Campionato NBA: 1

Los Angeles Lakers: 1972
- NBA All-Star (1970)
- Miglior tiratore di liberi NBA (1970)